# قرة سقال
قرة سقال هي قرية في مقاطعة هشترود، إيران. عدد سكان هذه القرية هو 297 في سنة 2006.